# كوركن (سقز)
قرية كوركن (بالكردية: کورکەن) هي إحدى القرى التابعة لـكولتبه في ريف قسم زيويه من مقاطعة سقز، في محافظة كردستان الإيرانية.

## السكان
حسب إحصاءات سنة 2006، بلغ إجمالي السكان في كوركن 292 نسمة وعدد المساكن 58 مسكن. لغة سكان كوركن هي اللغة الكردية و هم من أهل السنة والجماعة والمذهب الشافعي.